# Pyrzany
Pyrzany ([pɨˈʐanɨ]; nemško Pyrehne) je vas v administrativnem okrožju Gmina Witnica, ki leži znotraj okrožja Gorzów v Lubuškem vojvodstvu (Poljska).